# Aleksandr Perov
Aleksandr Nikolaevič Perov (in russo Александр Николаевич Перов?; Kaliningrad, 2 giugno 1955) è un ex pistard russo, fino al 1991 sovietico.

## Palmarès

### Olimpiadi
- 1 medaglia:
  - 1 argento (Montréal 1976 nell'inseguimento a squadre)